# ZA-12
La ZA-12 es una autovía urbana que forma la prolongación de la A-11 desde su cruce con la A-66 para conectar esa con Zamora. La ZA-12 llega hasta una rotonda donde se conecta con la N-122, la cual da acceso a la ciudad de Zamora a través de una travesía en forma de carretera de doble calzada con rotondas, uniendo asimismo la urbe con Valladolid y Portugal. Además, esa rotonda ofrece otro acceso a Zamora a través de la Carretera de la Aldehuela, tramo desdoblado con rotondas y semáforos.
Es competencia del Ministerio de Transportes, Movilidad y Agenda Urbana.

## Tramos
| Denominación | Tramo                      | Kilómetros | Año servicio |
| ------------ | -------------------------- | ---------- | ------------ |
| ZA-12        | A-66 - Zamora (Este) N-122 | 1,8        | 2005         |

## Salidas
| Esquema | Km    | Elemento o Velocidad | Sentido Zamora (ascendente)                                 | Sentido A-11 E-82 (descendente)                             | Elemento o Velocidad | Notas |
| --- | ----- | --- | ----------------------------------------------------------- | ----------------------------------------------------------- | -------------------- | ----- |
| | 0,000 | | Fin de la Autovía del Duero Inicio del Acceso Este a Zamora | Inicio de la Autovía del Duero Fin del Acceso Este a Zamora |                      |       |
| | 0,300 | | 455 AB                                                      | 455 BA                                                      |                      |       |
| A-11 E-82 Alcañices - Braganza (Portugal) A-66 Benavente - León - Orense Salamanca - Cáceres - Mérida - Sevilla     | 0,300 | A-11 E-82 Alcañices - Braganza (Portugal) A-66 Benavente - León - Orense Salamanca - Cáceres - Mérida - Sevilla                            |                                                             |                                                             |                      |       |
| | 1,200 | | Río Valderaduey                                             | Río Valderaduey                                             |                      |       |
| | 1,800 | | FFCC Medina del Campo-Zamora LAV Olmedo-Zamora-Galicia      | FFCC Medina del Campo-Zamora LAV Olmedo-Zamora-Galicia      |                      |       |
| | 1,900 | | ZAMORA                                                      | ZAMORA                                                      |                      |       |
| | 2,000 | | Fin del Acceso Este a Zamora                                | Inicio del Acceso Este a Zamora                             |                      |       |
| Carretera de la Aldehuela N-122 Centro urbano - Zamora Coreses - Fresno de la Ribera Polígono Industrial de Coreses | 2,000 | A-11 E-82 Toro - Valladolid - Madrid Alcañices - Braganza (Portugal) A-66 Benavente - León - Orense Salamanca - Cáceres - Mérida - Sevilla |                                                             |                                                             |                      |       |